# Aeroport de Kagoshima
L'Aeroport de Kagoshima (鹿児島空港, Kagoshima Kūkō) (codi IATA: KOJ, codi OACI: RJFK) és un aeroport del Japó a l'illa de Kyūshū. Està situat a la població de Kirishima de la prefectura de Kagoshima, uns 30 quilòmetres al nord-est del centre de la ciutat de Kagoshima. És el segon aeroport amb més trànsit de Kyūshū després de l'Aeroport de Fukuoka.
Les aerolínies New Japan Aviation i Japan Air Commuter, aquesta una filial regional de Japan Airlines, tenen la seva seu a l'aeroport.

## Història
L'actual aeroport es va inaugurar l'any 1972, substituint les funcions d'un antic aeròdrom de la Marina Imperial Japonesa al barri de Kamoike, molt més a prop del centre de Kagoshima. Aquest havia estat el principal aeroport de la ciutat des de l'any 1957. La zona de l'antic aeroport es va edificar com a "ciutat nova" amb molts edificis residencials i d'oficines i actualment allotja, per exemple, la seu del govern de la Prefectura de Kagoshima.
La pista d'aterratge tenia inicialment una longitud de 2500 m. L'any 1980 es va allargar fins als 3000m. L'any 1982 es va inaugurar una terminal internacional i el 1987 una terminal de mercaderies.